# کاری هیه‌تالاهتی
کاری هیه‌تالاهتی (فنلاندی: Kari Hietalahti؛ زادهٔ ۱۳ سپتامبر ۱۹۶۴) بازیگر و فیلم‌نامه‌نویس اهل فنلاند است.
از فیلم‌هایی که وی در آن‌ها نقش داشته‌است، می‌توان به رولو و روح جنگل، سیبلیوس، هلسینکی، پهنه آبی و ماتی: جهنم برای قهرمانان اشاره نمود.